# Waterless Mountain
Waterless Mountain (trad. litt. « La Montagne sans eau ») est le premier roman de l'artiste américaine Laura Adams Armer. Il présente les coutumes du peuple amérindien Navajos au travers de l'initiation d'un jeune garçon. L’œuvre reçoit la Médaille Newbery en 1932. Le roman est inédit dans les pays francophones.

## Genèse
Laura Armer (1874-1963) découvre l'Arizona et le peuple Navajo au début des années 1920. Fascinée par leur culture, elle réalise plusieurs toiles de peinture, de nombreuses photographies, copie des peintures sur sable et réalise un film sur un rituel Navajo, The Mountain Chant (1928). Entièrement tourné en langue Navajo, il est considéré comme le premier film « entièrement indien »,. Elle continue en écrivant son tout premier livre, Waterless Mountain ; elle a alors 57 ans.
Le livre est illustré. Les dessins sont réalisés par l'auteure et son mari, Sidney Armer (1871-1962). Le livre sort en 1931 aux éditions Longmans, Green.

## Résumé
Jeune Frère, un enfant indien Navajo de huit ans vivant en Arizona dans les années 1920, souhaite suivre les traces de son oncle et devenir un homme-médecine. Pour accomplir cette tâche, il doit suivre plusieurs années de formation ardue pour apprendre toutes les anciennes chansons et coutumes de ses ancêtres. Cela comprend un voyage vers l'océan Pacifique à l'extrême ouest, la participation à des cérémonies traditionnelles et l'ascension de la « Montagne Sans Eau ». Tout au long de sa formation, son oncle lui raconte de nombreuses légendes de leur culture.

## Personnages
Jeune Frère (Younger Brother) : Le personnage principal qui aspire à devenir un homme-médecine. Son vrai nom est Dawn Boy (Garçon de l'aube), mais comme ce nom ne peut être prononcé que dans des circonstances spéciales, les autres l'appellent généralement Jeune Frère ou Petit Chanteur (Little Singer). Il démontre souvent une grande perspicacité lors de nombreuses situations, ce qui convainc son oncle qu'il est destiné à devenir un homme-médecine. Le livre couvre la période allant des huit ans de Jeune Frère jusqu'à son adolescence.
Oncle : Le frère de la mère de Jeune Frère. Il est l'homme-médecine de la communauté locale et est donc très respecté. Il sert de mentor à Jeune Frère, le guidant tout au long du processus d'apprentissage des cérémonies et des histoires nécessaires à sa position.
Grand Homme (Big Man) : Un homme de race blanche qui possède le comptoir commercial local. Il a un grand intérêt et un grand respect pour la culture Navajo et aide la communauté chaque fois qu'il le peut. Lui et Jeune Frère sont liés par une grande affection, se référant l'un à l'autre comme « grand-père » et « petit-fils ».

## Accueil et critique
Le roman reçoit le prix de la Médaille Newbery en 1932, prix littéraire récompensant le meilleur livre pour enfants américain. Quand Laura Armer apprend qu'elle a gagné le prix, c'est également la première fois qu'elle entend parler de la médaille. Coincée par une tempête de sable dans l'arrière-pays Navajo et Hopi, ce n'est que quatre jours plus tard qu'elle peut prendre un train pour la Nouvelle-Orléans et aller chercher sa récompense.
Lors de son discours, elle déclarera : « Je ne crois pas qu’il faille travailler consciemment pour obtenir des prix. Je crois qu’il faut chanter la chanson présente dans son propre cœur, et la chanter aussi bien que possible ».
Le récit du roman avance lentement, décrivant de petites scènes de la vie de tous les jours, mais « ce que l'histoire manque en aventure, elle se compose de vers poétiques qui dépeignent la beauté et la compréhension de la nature ressentie dans la communauté Navajo ».
En 1960, près de trente ans après sa sortie, le roman a été vendu à plus de 50 000 copies.
Après ce premier succès, Armer écrira six autres livres, dont plusieurs sur les Navajos.